# 바하마의 국가

바하마의 국기

행진하라, 바하마의 땅이여(영어: March On, Bahamaland)는 바하마의 국가로, 1973년에 국가로 지정되었다. 티머시 깁슨이 작사·작곡하였다.

## 해석과 가사

### 영어가사
Lift up your head to the rising sun, Bahamaland;
March on to glory, your bright banners waving high.
See how the world marks the manner of your bearing!
Pledge to excel through love and unity.
Pressing onward, march together
to a common loftier goal
Steady sunward, tho' the weather
hide the wide and treachrous shoal.
Lift up your head to the rising sun, Bahamaland,
'Til the road you've trod lead unto your God,
March on, Bahamaland.

### 한국어 해석
떠오르는 태양을 향하여 고개를 들어라 바하마여!
그대의 밝은 깃발을 높이 휘날리며 영광으로 나아가라!
세상이 어떻게 당신의 태도를 나타내는지 보라!
사랑과 단결로 전진할 것을 맹세하라.
공동의 숭고한 목표를 향하여
앞으로 밀면서 함께 행진하라.
비록 변덕스러운 날씨가 넓은 모래를 숨겨도
태양을 향하여 확고히 보라!
떠오르는 태양을 향하여 고개를 들어라 바하마여!
네가 걸어온 길이 신을 향하여 갈 때까지
행진하라 바하마여!

## 같이 보기
- 바하마